# 21 (альбом Адели)
21 — второй студийный альбом британской певицы Адели. Был выпущен 24 января 2011 года на лейблах XL и Columbia. Альбом был записан в таких жанрах, как поп, соул и ритм-н-блюз. Название пластинки происходит от возраста, когда исполнительница начала работу над диском. Лирически, альбом затрагивает темы расставания Адели с её бывшим партнёром, олицетворяет почти бездействующую традицию исповеди исполнительницы в песнях, самоанализа и прощания.

Адель работала над альбомом в сотрудничестве с такими авторами, как Джим Эббисс, Пол Эпуорт, Рик Рубин, Фрейзер Смит, Райан Теддер и Дэн Уилсон.
Альбом получил положительные отзывы от музыкальных критиков, возглавил чарты тридцати стран и стал самым продаваемым альбомом 2011 и 2012 годов. В Великобритании, диск стал самым продаваемым в XXI веке и четвёртым за всё время. В чарте Соединённых Штатов, альбом находился на вершине 24 недели, что является лучшим результатом с 1985 года и лучшим среди сольных исполнителей. Альбом сертифицирован во многих странах мира, включая бриллиантовую сертификацию в США. Издание Billboard расположило 21 на первой позиции в списке «Величайшие альбомы Billboard 200 за всё время».
В поддержку альбома были выпущены пять синглов, а три из них, такие как «Rolling in the Deep», «Someone like You» и «Set Fire to the Rain», дебютировали с первых позиций во многих чартах Европы и Северной Америки. На данный момент во всём мире было продано более 31 миллиона копий 21, что делает его одним из самых продаваемых альбомов за всё время. В 2012 году, 21 одержал победу в шести номинациях на премии Грэмми, включая «Лучший альбом года», а также победил в категории «Лучший британский альбом» на премии Brit Awards в том же году.

## Запись альбома

### Ранние студийные сессии
В апреле 2009 года двадцатилетняя Адель, только что завязавшая свои первые серьёзные отношения с мужчиной старше её на 10 лет, начала писать новые песни для своего второго альбома, после успешного дебюта с пластинкой 19 в 2008 году. В противовес СМИ, которые, по причине винтажного звучания и сентиментальности песен, навесили на её музыку ярлык «старый соул», Адель приняла решение создать более танцевальный и современный альбом. Однако, студийные сессии оказались, в большинстве, не такими удачными, как ей хотелось и, через две недели, была записана только одна песня, удовлетворяющая её требованиям, — спродюсированная Джимом Аббисси «Take It All», любовная баллада в сопровождении фортепиано, сильно отличавшаяся от материала альбома 19. Разочаровавшись в первых результатах работы и не найдя вдохновения для продолжения, певица отменила дальнейшие запланированные студийные сессии.
Адель написала «Take It All» во время обострения в её отношениях. Когда она сыграла песню своему парню, между ними произошла большая ссора, ставшая причиной их расставания, после восемнадцати месяцев взаимоотношений. Певица чувствовала, что её сердце было разбито, но одновременно с этим вернулось вдохновение. Она выплеснула свои эмоции посредством музыки, создавая песни, посвящённые её неудачным отношениям, как с позиций мстящей бывшей любовницы и жертвы, которой разбили сердце, так и с позиции человека, испытывающего ностальгические чувства по прошедшей любви.

### Совместные сессии с Эпуортом, Смитом и Теддером
Создание новых песен стартовало сразу после расставания Адели и её парня. Буквально на следующий день, она связалась с продюсером Полом Эпуортом, с намерением выразить свои эмоции в песне: «У нас была жаркая перепалка прошлой ночью… И я вся кипела. Потом я пришла в студию и просто кричала». Несмотря на то, что первоначально она хотела дописать балладу, которую они с Эпуортом начали писать за год до этого, продюсер решил, что она настроена на более агрессивное звучание. Вдвоём они переделали песню и переписали слова, чтобы отразить недавний опыт Адели, и остановились на названии «Rolling in the Deep». Инструментовка песни была создана с помощью импровизации: после того, как они испробовали несколько джазовых риффов, Адель спела первый куплет а капелла, вдохновив Эпуорта сымпровизировать мелодию на акустической гитаре. Марширующий бит ударных был включён к песню, чтобы отразить учащённое биение сердца певицы. В течение двух дней была записана демозапись, которую предоставили для прослушивания и последующего продюсирования сопрезиденту Columbia Records Рику Рубину, в конце того же года. Однако, Адель снова связалась с Эпуортом через несколько месяцев, чтобы он завершил продюсирование песни.
Демозапись легла в основу конечной версии. Эпуорт дописал все инструменты к демозаписи вокала, который Адель записала с первого раза, и именно эту запись ставили, как самую эмоциональную. В конечной версии песни, которая звучит в альбоме, также можно услышать, как Эпуорт отсчитывает время перед началом записи.
С британским продюсером Фрэйзером Т. Смитом фактически повторилась та же история, когда он присоединился к Адели, чтобы записать будущий третий сингл «Set Fire to the Rain» в его лондонской студии MyAudiotonic Studios. После того, как двое создали демо, Адель снова посетила её соавтора, чтобы записать финальную версию вместе с ним, а не с изначально приглашённым Риком Рубином. Смит посчитал, что первоначальную запись вокала «невозможно будет превзойти». Он использовал её в финальной версии песни, добавив «живые» ударные и партию струнных (аранжированную британским музыкантом Рози Денверс).
Закончив две демозаписи, Адель обратилась к американскому музыканту, фронтмену группы OneRepublic Райану Теддеру, который в то время находился в Лондоне для участия в радиошоу. Теддер проявил интерес к сотрудничеству с певицей, когда они познакомились на церемонии «Грэмми» в феврале 2009. Он прибыл на студию за четыре часа до назначенного времени, чтобы лучше ознакомиться с её предыдущими работами. Хотя он не знал о проблемах Адели в её личной жизни, за это время он успел написать фортепианную интерлюдию и первые две строчки к будущей балладе «Turning Tables»: «Close enough to start a war/All that I have is on the floor» (русск. «Близка к тому, чтобы развязать войну/Всё что я имела — на полу»). Так совпало, что запись идеально отразила состояние певицы, которая приехала в студию как раз после очередной ссоры с её бывшим любовником. Испытывая злость и смятение, она осуждала стремление её бывшего парня «победить» (англ. «turn the tables») её в словесной перепалке. Теддер предложил использовать это выражение, включив его в текст композиции. Адель записала демо песни на следующий день, вместе с Джимом Аббисом.
Адель и Теддер согласились на вторую запись и продолжили работу в лос-анджелесской студии Serenity West Studios спустя несколько недель, записав композицию «Rumour Has It». В интервью Теддер говорил, что был удивлён музыкальным и вокальным талантом Адели, после того, как она смогла записать основную вокальную партию за 10 минут: «Она спела всё слёту, совершенно идеально, не пропустив ни одной ноты. Тогда я посмотрел на звукоинженера, после — на неё и сказал: „Адель, я не знаю, что сказать, но за десять лет я не встречал никого, кто бы мог сделать это“».

### Совместные сессии с Рубином, Уэлсом и Уилсоном
После записей с Эпуортом, Смитом и Теддером, Адель отправилась в США, чтобы продолжить работу над альбомом. По предложению президента Columbia Records Эшли Ньютона, она встретилась с американским автором песен Грегом Уэлсом в его студии, расположенной в Калвер Сити, под Лос-Анджелесом, где они написали госпел-балладу «One and Only». Песня была основана на четырёх-аккордовой фортепианной гармонии в размере такта в 6/8, которую Уэлс создал до встречи с артисткой. Текст песни, вдохновлённый новыми любовными отношениями певицы, был написан очень быстро и закончен в сотрудничестве с Дэном Уилсоном, с которым они позже написали композицию «Someone Like You».

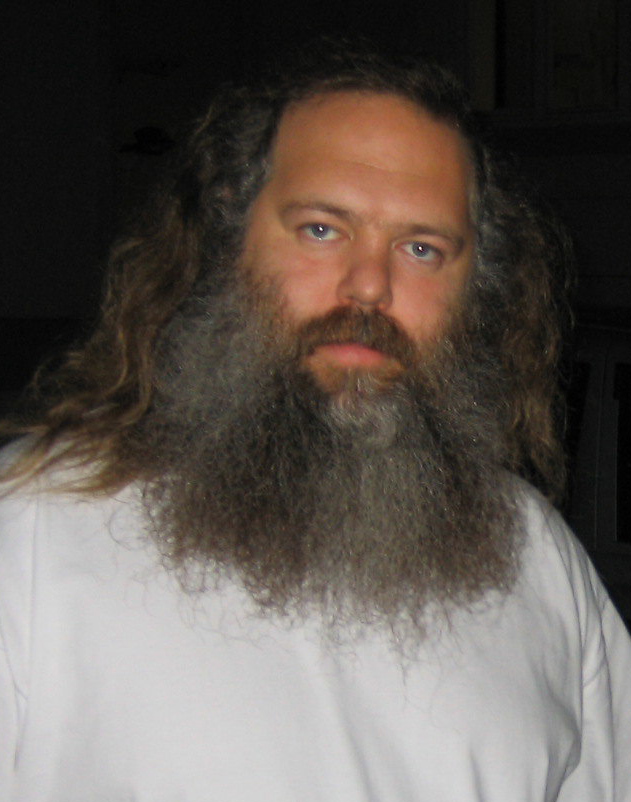
Сопрезидент Columbia Records Рик Рубин, известный своим нестандартным подходом к записи, стал одним из продюсеров альбома.

В 2008 году появление Адель в американском комедийном скетч-шоу Saturday Night Live привлекло внимание знаменитого продюсера Рика Рубина, который позже пожелал стать исполнительным продюсером нового альбома, после её успеха на церемонии «Грэмми» 2009 года. Певица изначально планировала сотрудничество с различными музыкантами (включая Эпуорта, Смита и Теддера) для записи песен, которые должны были позже быть записаны совместно с Рубином. Однако удачная запись первых демо заставила её изменить первоначальные планы и сделать запись многих песен в том числе «Rolling in the Deep» и «Set Fire to the Rain» в Лондоне. В апреле 2010 года она отправилась в студию Рубина Shangri-La Studio в Малибу, штат Калифорния, чтобы записать остальной материал для альбома.
Известный неортодоксальным стилем продюсирования, Рубин вытащил певицу из её зоны комфорта и, вследствие его нетрадиционных методов, Адель описала работу с ним как очень сложную. Рубин посетил много её выступлений в 2008—2009 годах и после её выступления на Голливуд-боул, предложил стереть грань между её живыми выступлениями и студийными записями. Когда они встретились в Малибу, он старался «сохранить настроение её шоу в записи», пригласив команду музыкантов, которая включала барабанщика Криса Дейва, гитариста Мэта Суини, пианиста Джеймса Пойсера и басиста Пино Палладино. Музыканты записали много акустических партий для альбома. Рубин также выступил против использования семплов и электронных инструментов. Как защитник более свободного стиля записи музыки, Рубин полагался на настроение и ощущения, которое музыка оставляет сама по себе, пытаясь отразить это в инструментовке и аранжировке песен. Он изолировал певицу в студии и предложил ей, как и музыкантам, подойти к процессу записи с большей спонтанностью и меньшими ограничениями. В интервью он рассказывал о процессе записи:

Её пение в студии было столь сильным и душещипательным, что становилось абсолютно ясно, что происходит что-то особенное… Музыканты были под впечатлением, так как им редко удаётся записываться вместе с артистом и тем более в момент, когда он поёт… Сегодня большинство песен записываются наложением дорожек. Получился действительно интерактивный момент, когда никто из музыкантов не знал, что он в действительности должен сыграть, и все слушали настолько внимательно и глубоко погружались в процесс… партии всех инструментов строились на эмоциях потрясающего вокального исполнения Адели.— Рик Рубин
Адель записала с Рубином пять песен: «Don’t You Remember», «He Won’t Go», «One and Only» и бонус-трек для США «I Found a Boy». Кавер на песню «Never Tear Us Apart» группы INXS был заменён на кавер композиции «Lovesong» группы The Cure, записанный в стиле босса-нова и заставивший музыкантов расплакаться.
После завершения работы с Рубином Адель узнала от знакомого, что её бывший парень объявил о помолвке с другой девушкой. За десять минут певица написала текст финальной песни альбома «Someone Like You», которую она вскоре дописала с Деном Уилсоном. Лейбл Адели изначально был недоволен композицией и предлагал перезаписать её с группой, но певица отказалась. Запись песни стала моментом очищения для певицы, которая говорила, что написала её, чтобы «освободить себя».

### Название
21 совсем не похож на 19, он о тех же вещах, но под другим углом зрения. Сейчас, я отношусь ко многим вещам по-другому. Я стала более терпеливой… более либеральной и осознающей свои недостатки… Это произошло с возрастом, я полагаю. Так что думаю вполне нормально будет назвать эту запись 21… Как в фотоальбоме, вы сможете увидеть [мой] прогресс и изменения во мне… сквозь года. Я пыталась придумать другие названия для альбома, но не смогла найти ничего, что бы описывало его правильно.
Первым желанием Адели было — назвать альбом Rolling in the Deep, её адаптированным выражением сленговой фразы «roll deep» (русск. «идти куда-либо большой группой людей»), которое определяло те чувства, которые она испытывала по поводу бывших отношений; в её личной интерпретации, фраза означала иметь кого-то, «кто разделяет твоё прошлое» и всегда поддерживает тебя. Тем не менее позже певица посчитала название слишком сложным для восприятия аудиторией. Несмотря на то, что она хотела избежать сравнений с названием её дебютной работы, Адель всё же посчитала название «21» наиболее подходящим, так как оно отражало её возраст на момент создания альбома, обозначало его автобиографическую суть и символизировало её артистическую эволюцию, со времён выпуска дебютной пластинки.

## Музыка и тексты песен

### Влияния и звучание
На альбом 21 оказало влияние увлечение Адели культурой юга Соединённых Штатов, во время Северо-Американского турне в 2008—2009 годах в рамках тура An Evening with Adele. Частые перекуры с водителем автобуса, уроженцем Нэшвилла, штата Теннесси, во время переездов в ходе тура, привели к тому, что певица ознакомилась с музыкой в жанрах блюграсс и рокабилли, с музыкой Гарта Брукса, Ванды Джексон, Элисон Краусс, группы Lady Antebellum, Долли Партон и Rascal Flatts. Адель была под впечатлением от жанра кантри, высоко оценив такие его стороны, как тематику и простоту изложения песен, которые она слушала; она также говорила, что просто с энтузиазмом стала изучать новый, не знакомый ей стиль музыки. Несмотря на то, что альбом был пропитан временным влиянием кантри и южного соула, он тем не менее остался в рамках мотоуновского поп-соула дебютной работы Адели. Такие инструменты, как саксофон, арфа, банджо и аккордеон были привнесены в запись под влиянием блюза и соула, джаза и босса-новы. Альбом также включает такие жанры и стили, как альтернативный поп и вдохновлённый госпелом современный рок. Певица отталкивалась при записи от музыки Мэри Джей Блайдж, Канье Уэста, Elbow, Mos Def, Аланис Мориссетт, Тома Уэйтса и Шенид О Коннор в целях разработки нового звучания. Она отмечала таких музыкантов, как Yvonne Fair, Andrew Bird, Neko Case и The Steel Drivers, как пример для неё при создании альбома.
Несмотря на то, что СМИ навесили на работу ярлык «соул альбома», критики не согласились с такой характеристикой. Майк Спайс из журнала Slate утверждая, что «соул» всегда был связан с политическим, историческим и культурным наследием афроамериканцев, писал, что Адель и её современники слишком далеки от этой социокультурной среды и могут предложить лишь бледную копию настоящего «соула», несмотря на способность создавать правдоподобное звучание. Журналист Sirius XM Ларри Флик добавил, что винтажное звучание альбома не вносит его автоматически в категорию «соула». Взамен этого, диск можно назвать поп-альбомом с «уклоном в соул».

### Музыка и тематика песен
Альбом является очень автобиографичным и его песни выстроены таким образом, чтобы последовательно передать гамму эмоций, которую Адель испытала после размолвки с её бывшим парнем: от темы гнева и горечи в чувстве одиночества, горя и сожаления и, в конце концов, к принятию неизбежного. Мстительная «Rolling in the Deep», описанная Аделью как «тёмный госпел с элементами блюза, положенный на диско-ритм», была написана как способ выразить своё возмущение её бывшему любовнику после его пренебрежительно замечания о том, что она всегда была слабой и без него её жизнь будет «скучной, одинокой и бессмысленной». Начинающаяся под звук боя на акустической гитаре песня с первого куплета задаёт тон всему альбому. Марширующий бит, шафл-перкуссия и пианино переходят в драматичный, многоголосый припев, в котором «голос Адели передаёт драматический поиск правильной интонации и слов, в которых можно описать её печаль из-за того, что кто-то посмел разбить её сердце». Ставший первым синглом из 21, «Rolling in the Deep» — это один из лучших образцов того, как на звучание альбома повлияла американская музыка.
«Rumour Has It» — саркастический ответ певицы на все слухи вокруг её разрыва с бывшим парнем, которую она написала, как реакцию на поведения её друзей, распространявших эти слухи. Совмещая элементы doo-wop и блюза в стиле Tin Pan Alley, эта энергичная песня построена на гармониях женского вокала, фортепианных аккордах, марширующей бочке и хлопках в ладоши и открывает в певице «близкого к 40-м годам, салонного исполнителя». Джон Караманика из The New York Times отмечал в песне «спетый контрапунктом оголённый вокал» и медленный бридж, меняющий общий ритм композиции. Во время записи Теддер экспериментировал с риффом, вдохновлённым песней «I Might Be Wrong» группы Radiohead, отмечая особый гитарный строй песни и ритмы американского блюза, как стимул в продюсировании «Rumour Has It». В «Turning Tables» — песне посвящённой внутренней борьбе её исполнитель принимает защитную позицию по отношению к действиям своего бывшего любовника. Примиряя себя с прекращением затянувшихся скандалов, певица клянётся себе держать эмоциональную дистанцию, чтобы не испытывать подобных разочарований в будущем. Брайан Бойд из The Irish Times сравнил певицу с уэльской рок-певицей 1980-х Бонни Тайлер в отношении вокальной техники, с помощью которой она пыталась передать чувства гнева, боли и пафоса. По мнению журналистов Paste кинематографические струнные «сделали акцент на тексте [песни], посвящённому разбитому сердцу».
Спродюсированый Риком Рубином четвёртый трек «Don’t You Remember», написанный Аделью и Дэном Уилсоном, меняет тематику альбома от злости и самозащиты к рефлексии и душевной тоске. Эта среднетемповая кантри-баллада была добавлена в альбом одной из последних, так как Адели стало стыдно от того, что она демонизирует своего бывшего возлюбленного в других песнях. Текст песни призывает бывшего любовника вспомнить лучшие моменты их отношений. В «Set Fire to the Rain» певица в общих чертах определяет ту ступень в отношениях, когда появляются проблемы и борется со своей неспособностью дать событиям развиваться естественно. Украшенная богатой оркестровкой, трепетными струнными, крещендо и драматическими вокальными мелизмами в концовке песня разительно отличалась от остального материала альбома, вследствие чего критики охарактеризовали её, как поп-роковую пауэр-балладу. Чтобы достичь более объёмного звучания, продюсер Фрейзер Ти Смит использовал популярную технику «стена звука».
«Take It All», седьмая песня в альбоме, написанная в сотрудничестве с Френсисом Уайтом и Джимом Абиссом до того, как отношения Адели и её парня завершились, — это баллада, записанная в сопровождении пианино, в которой сильно влияние попа, соула и госпела. В рецензии на альбом 21, критик Allmusic Мэтт Коллар назвал песню «центральным номером» альбома, описав её как «вневременную классику», поставив в один ряд с такими песнями как «And I Am Telling You I'm Not Going» и «All by Myself», назвав её «моментом катарсиса для тех поклонников, которые отождествляют себя с любовным персонажем своего идола». После звучит «I’ll Be Waiting», вторая из песен, спродюсированная Эпуортом, которая разительно отличается от «Rolling in the Deep» более оптимистичным тоном и бойкой, светлой мелодией. Проповедуя позицию mea culpa в разрушающихся отношениях, певица заявляет, что будет терпеливо ждать неизбежного возвращения её возлюбленного. Песню сравнивали с работами Ареты Франклин. Том Тауншенд из MSN Music описывал её духовую секцию, как Rolling Stones-новский «барный госпел».
Несмотря на то, что большинство песен в альбоме были посвящены распавшимся отношениям певицы, не все из них затрагивали эту тему. «He Won’t Go» — дань хип-хопу и современному ритм-н-блюзу, была посвящена другу Адели, который боролся с героиновой зависимостью. Следующая девятой в альбоме песня «One and Only», отмеченная за её госпел-вокал, использование органа и хора, была посвящена близкому другу певицы, к которому она испытывала романтические чувства. «Lovesong» Адель посвятила своей матери и друзьям, воспоминания о которых были для неё утешением, когда возникала тоска по дому и накатывало одиночество во время записи в Малибу.
Закрывающая альбом, описанная как «адажио разбитому сердцу» песня «Someone Like You» — это нежная фортепианная баллада. В интервью певица описывала композицию как объединение всего, что она чувствовала к своему бывшему любовнику на последнем этапе записи альбома. Текст песни описывает попытку героини справится со своим горем после того, как она узнаёт, что её бывший только что обручился и счастлив в новых отношениях. Шон Феннесси из The Village Voice похвалил вокальное исполнение Адели, отмечая как её «шёпот переходит в крик» в припеве и позже снова приходит к спокойствию. Будучи одной из самых высоко оценённых песен из альбома, «Someone Like You» получила одобрение за лирическую глубину и простоту изложения.

## Рекламная кампания и релиз

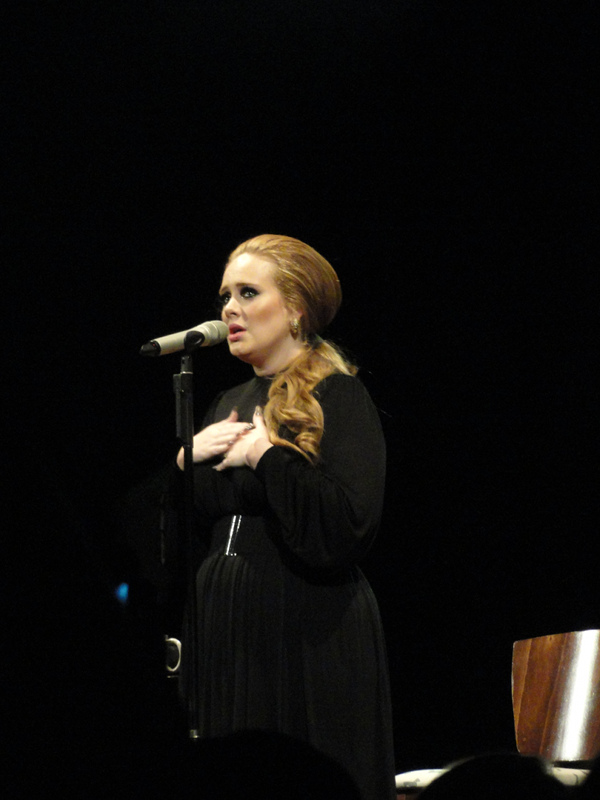
Адель исполняет «Someone Like You» на концерте в Сиэтле в 2011 году.

За несколько месяцев до европейского релиза 21, Адель отправилась в промотур по Европе, дав выступления на приёме у королевской семьи Royal Variety Performance в Великобритании 9 декабря 2010 года, на финале телевизионного шоу талантов The Voice of Holland 21 января 2011 и, через шесть дней, на концерте Live Lounge радиостанции BBC Radio 1. 24 января 2011, за неделю до выхода пластинки в Великобритании, она исполнила акустический сет из нескольких песен альбома в Лондонском музыкальном холле Табернекл, который транслировался онлайн на её официальном сайте. Адель исполнила «Someone Like You» на церемонии BRIT Awards 2011 года.
Для релиза в Северной Америке, назначенного на 22 февраля, руководители Columbia Records использовали маркетинговую стратегию длинного хвоста. По заявлениям руководителя отдела маркетинга Columbia Скотта Грина, эта рекламная кампания была направлена на то, чтобы «в течение февраля создать достаточную волну интереса к альбому, чтобы привлечь внимание всех, кто купил альбом 19». Ключевым моментом кампании стало продвижение новых и старых песен через интернет и телевидение, в том числе, через партнёрские компании лейбла, такие как Vevo, AOL and VH1. С сентября по октябрь 2010 года, Адель проводила небольшой промотур в США, который включал концерты в Нью-Йорке и Миннеаполисе, а также выступление в знаменитом лос-анджелесском Club Largo. Несмотря на то, что певица не имела аккаунта в Twitter, Columbia самостоятельно создали его, поставив перенаправление на персональный блог Адели. В феврале, официальный сайт исполнительницы объявил о промокампании под заголовком «21 день с Аделью», в ходе которой на сайте каждый день проводились эксклюзивные интерактивные акции, в том числе живой чат с певицей и видеоматериалы, где она рассказывала о записи и вдохновении при создании песен. В течение недели до американского релиза, Адель посетила много дневных и вечерних телевизионных шоу, в том числе «Today (NBC)» 18 февраля, «Позднее шоу с Дэвидом Леттерманом» 21 февраля, «Шоу Эллен Дедженерес» и «Джимми Киммел в прямом эфире» 24 февраля.
Вскоре Адель отправилась в своё второе мировое турне Adele: Live в поддержку 21, которое включило более 60 концертов в Европе и Северной Америке. Шоу получило положительные отзывы, многие из которых хвалили его за искренность, хорошие вокальные данные певицы и её простоту в общении с публикой. Однако, из-за проблем со здоровьем некоторые концерты были отменены. Вследствие перенесённой операции на горле певица отменила американскую часть тура и не появлялась на публике до февраля 2012 года.

### Синглы
Первый сингл «Rolling in the Deep» вышел в ноябре 2010 года и возглавил хит-парады Голландии, Германии, Бельгии, Италии и Швейцарии. Он вошёл в Top-10 в Австрии, Канаде, Дании, Ирландии, Новой Зеландии и Норвегии. В Великобритании он вышел 16 января 2011 года и дошёл до второго места хит-парада. В США песня стала одной из наиболее широко исполняемых за последние четверть века, появившись в 12 различных чартах журнала Billboard (включая, такие разные как Rock Songs, Hot R&B/Hip-Hop Songs и Hot Latin Songs). Песня оставалась 7 недель во главе чарта синглов Hot 100 и была признана лучшей песней и бестселлером года в США. Сингл стал № 31 за всю историю в итоговом юбилейном чарте «Hot 100 55th Anniversary» журнала Billboard, посвящённом 55-летию главного хит-парада США.
Второй сингл «Someone Like You» дебютировал на 36 месте в английском хит-параде UK Singles Chart, благодаря хорошим цифровым скачиваниям, упав потом на № 47. Но после выступления Адели на церемонии 2011 BRIT Awards сингл поднялся на первое место. Он возглавил чарты Австралии, Новой Зеландии, Италии, США, Финляндии, Франции, Швейцарии.
Третий сингл «Set Fire to the Rain» возглавил чарты США, Нидерландов и Бельгии (Flanders), а также вошёл в лучшую пятёрку песен в Швейцарии, Италии и Австрии.
«Rumour Has It» стал 4-м синглом альбома, выпущенным в США, релиз состоялся 1 марта 2012 года.
«Turning Tables» вышла как пятый сингл для радиостанций в США (хотя в некоторых странах эта песня вышла в качестве 4-го сингла). Песня «I’ll Be Waiting» никогда не выходила в качестве сингла, и тем не менее она попала на 29-е место в чарте Triple A в США.

## Отзывы

### Реакция критики
| Совокупная оценка   | Совокупная оценка |
| Источник            | Оценка            |
| ------------------- | ----------------- |
| Metacritic          | 76/100            |
| Оценки критиков     |                   |
| Источник            | Оценка            |
| Allmusic            | [ 52 ]            |
| The A.V. Club       | A−                |
| BBC Music           | (положительная)   |
| The Daily Telegraph | [ 92 ]            |
| The Guardian        | [ 93 ]            |
| NME                 | 6/10              |
| Q                   | [ 95 ]            |
| Rolling Stone       | [ 32 ]            |
| Spin                | 8/10              |
| The Village Voice   | (положительная)   |

21 был в целом положительно оценён музыкальными критиками. Он признан лучшим альбомом 2011 года по версиям двух ведущих журналов: Billboard и Rolling Stone. На сайте Metacritic, на котором ведётся суммирование рейтинга оценок альбомов ведущими критиками по сто-балльной шкале, диск получил 76 баллов, полученных на основании 34-х рецензий в СМИ, что означает «в целом положительную оценку». Критики отмечали в альбоме художественный рост по сравнению с дебютом Адели, как в плане звукозаписи, так и в сочинительстве песен. В то время, как 19 был подвергнут критике за его текстовую и музыкальную сдержанность, Грег Кот из Chicago Tribune утверждал, что по сравнению с дебютным, альбом 21 «наращивает ритмический драйв и драматизм в аранжировках».
В дополнение к позитивной оценке драматичной истории создания записи, журналисты также хвалили возросшую глубину и зрелость песен Адели. Гэри МакГинли из No Ripcord назвал альбом «достигшей совершеннолетия записью», а Саймон Харпер из Clash писал, что «За два года… она открыла для себя мир. В то время, как 19 был лебединой песней подростковой жизни, 21 показывает реалии взрослой, где возрастающая ответственность сталкивается с душевной болью и шрамы от эмоциональных потрясений имеют более глубокие корни». В положительном обзоре для MusicOMH, Джон Мёрфи находил сходства в тематике данной пластинки и альбома Back to Black Эми Уайнхаус, отмечая что их пронизывают одинаковые темы «боли, печали и гнева». Он посчитал, что 21 — это «один из лучших альбомов о „разрыве отношений“ и первый по-настоящему впечатляющий альбом 2011 года». Схожую оценку альбому дал Джозеф Вини из Sputnikmusic утверждая, что 21 совмещает «лучшие черты соула старой школы, в духе Ареты Франклин, а также дерзость и чувственность современной женственности, в духе Лорин Хилл». Шон Финнисси из The Village Voice писал, что альбом, «включая лёгкий налёт дерзости и большую долю величественности, магическим образом убеждает вас в свой значимости». Он упомянул и о музыкальном содержании, отмечая, что «грань между драматизмом и пафосом всегда очень тонка, но Адель смогла удержаться на ней. И это как раз то, что выделяет её из ряда современниц волны британских белокожих ритм-н-блюз певиц середины 00-х». Ян Уолкер из AbsolutePunk назвал альбом «поп-шедевром», но критиковал его неравномерность. Лия Гринбласс из Entertainment Weekly назвала альбом «вневременным». В журнале Q писали, что несмотря на то, что не все песни были одинаково хороши, Адель почти достигла совершенства.

### Рейтинги и итоговые списки
21 был включён во множество годовых рейтингов и списков лучших альбомов. Он стал лучшим альбомом года по версиям The Associated Press, The Austin Chronicle, Entertainment Weekly, The Star Tribune, Digital Spy, MSN Music, New York Daily News, Rolling Stone, журнала TIME и обозревателей USA Today. Обозреватели Billboard выбрали его лучшим альбомом года по результатам голосования. Шотландская газета Daily Record, обозреватели Amazon и обозреватели музыкального онлайн сервиса Rhapsody объявили его альбомом года. 21 также вошёл в списки лучших альбомов 2011 года по версиям MTV, The Boston Globe, The Hollywood Reporter и Toronto Sun. Он вошёл в топ-10 списков American Songwriter, Q, Los Angeles Times, Clash и The Washington Post.
«Rolling in the Deep» была признана лучшей песней 2011 года в ходе массового опроса критиков Pazz and Jop проведённого нью-йоркской еженедельной газетой The Village Voice. В 2012 году журнал Rolling Stone поставил альбом на 6-е место в своём списке «Женщины в рок-музыке: 50 лучших альбомов всех времён» (Women Who Rock: The 50 Greatest Albums of All Time). Благодаря успеху альбома в июне 2011 года Адель вошла в список «Королевы Поп-музыки» («Queens of Pop») журнала Rolling Stone.

#### Списки изданий
Источник:
| Издание              | Страна         | Список                                                        | Год  | Место              |
| -------------------- | -------------- | ------------------------------------------------------------- | ---- | ------------------ |
| Billboard            | США            | «Топ 20 лучших альбомов 2010-х годов»                         | 2015 | 3                  |
| Rolling Stone        | США            | «Женщины в рок-музыке: 50 лучших альбомов всех времён»        | 2012 | 6                  |
| Entertainment Weekly | США            | «100 лучших альбомов всех времён»                             | 2013 | 17                 |
| Robert Dimery        | США            | «1001 альбом, который стоит прослушать, прежде чем вы умрёте» | 2013 | без указания места |
| Complex              | США            | «The 100 Best Albums of the Complex Decade 2002—2012»         | 2012 | 63                 |
| Clash                | Великобритания | «The Top 100 Albums of Clash’s Lifetime (2004—2014)»          | 2012 | 83                 |
| American Songwriter  | США            | «Лучшие альбомы 2011 года»                                    | 2011 | 3                  |
| Amazon               | США            | «Лучшие альбомы 2011 года»                                    | 2011 | 1                  |
| Billboard            | США            | «Лучшие альбомы 2011 года»                                    | 2011 | 1                  |
| MSN                  | США            | «Лучшие альбомы 2011 года»                                    | 2011 | 1                  |
| Q                    | Великобритания | «Лучшие альбомы 2011 года»                                    | 2011 | 3                  |
| Rolling Stone        | США            | «Лучшие альбомы 2011 года»                                    | 2011 | 1                  |

### Награды и номинации
Альбом и его песни получили множество наград и номинаций. В ноябре 2011 года Адель выиграла три награды American Music Awards, включая награду в категории «Лучший поп/рок альбом» за 21. На 2012 Billboard Music Awards, певица была номинирована в 20 категориях, выиграв рекордные 12 из них, включая Top Billboard 200 Album и Top Pop Album за 21 и Top Streaming Song (Audio) за песню «Rolling in the Deep». В мае 2013 года Адель получила ещё пять номинаций на 2013 Billboard Music Awards, включая Top Billboard 200 Album и Top Pop Album за 21 два года подряд, выиграв в последнем случае.
Альбом получил номинацию на премию Mercury Prize 2011 года.
В феврале 2012 года на 54-й церемонии премии «Грэмми», певица получила несколько наград «Грэмми», в том числе, в категориях «Альбом года» и «Лучшее вокальный поп-альбом» за 21, «Песня года», «Запись года» и «Лучшее короткое музыкальное видео» за «Rolling in the Deep» и «Лучшее сольное исполнение в стиле поп» за «Someone Like You». Продюсер Пол Эпуорт выиграл награду в номинации «Продюсер года, неклассический». Получив «Грэмми» в каждой категории из шести заявленных, Адель повторила рекорд Бейонсе 2010 года среди исполнительниц, получивших наибольшее количество наград на одной церемонии. Кроме того, она также повторила успех Кэрол Кинг, награждённой в трёх самых престижных категориях (Альбом, Запись и Песня года) из так называемой «большой четвёрки» в 1972 году. Адель, получившая в 2009 году Грэмми в категории Лучший новый исполнитель, стала первой женщиной в истории (и вторым музыкантов в целом), выигравшей все четыре главные награды. Ранее то же самое сделал Кристофер Кросс на церемонии 1981 года.
Также Адель стала шестым артистом, выигравшим три главных Грэмми («Grammy’s Triple Crown») за одну церемонию. В возрасте 23 лет она тогда стала самым молодым музыкантом, достигшим этого показателя. Этот рекорд был побит Билли Айлиш, которая в 18 лет выиграла все 4 главных награды («big four») за одну церемонию в 2019-м году. Также Адель стала лишь второй сольной женщиной, сделавшей это (после Кэрол Кинг в 1972), и только вторым британским музыкантом (после Эрика Клептона в 1993) с таким достижением. В феврале 2013 года, исполнение вживую песни «Set Fire to the Rain», включённой в альбом Live at the Royal Albert Hall, позволило Адель снова выиграть номинацию Лучшее сольное исполнение в стиле поп на 55-й церемонии «Грэмми», сделав её первым музыкантом, выигрывавшим в этой категории два года подряд.
21 февраля 2012, 21 получил «Премию Mastercard британскому альбому года» на BRIT Awards 2012 года. 31 марта диск получил награду премии «Джуно» в категории «Международный альбом года».
| Год  | Церемония                               | Категория                                                                                     | Результат | Ссылка  |
| ---- | --------------------------------------- | --------------------------------------------------------------------------------------------- | --------- | ------- |
| 2011 | American Music Awards                   | Favorite Pop/Rock Album                                                                       | Победа    | [ 149 ] |
| 2011 | AIM Independent Music Awards            | Best «Difficult» Second Album                                                                 | Победа    | [ 150 ] |
| 2011 | Danish Music Awards                     | International Album of the Year                                                               | Победа    | [ 151 ] |
| 2011 | GAFFA Awards                            | Best Foreign Album                                                                            | Победа    | [ 152 ] |
| 2011 | Independent Music Companies Association | European Independent Album of the Year                                                        | Победа    | [ 153 ] |
| 2011 | Mercury Prize                           | Album of the Year                                                                             | Номинация | [ 154 ] |
| 2011 | MOBO Awards                             | Best Album                                                                                    | Номинация | [ 155 ] |
| 2011 | Soul Train Music Awards                 | Album of the Year                                                                             | Номинация | [ 156 ] |
| 2011 | Urban Music Awards                      | Best Album                                                                                    | Номинация | [ 157 ] |
| 2012 | Billboard Music Awards                  | Top Billboard 200 Album                                                                       | Победа    | [ 158 ] |
| 2012 | Billboard Music Awards                  | Top Pop Album                                                                                 | Победа    | [ 158 ] |
| 2012 | Brit Awards                             | British Album of the Year                                                                     | Победа    | [ 159 ] |
| 2012 | ECHO Music Awards                       | Album of the Year                                                                             | Победа    | [ 160 ] |
| 2012 | Fryderyk                                | Best International Album                                                                      | Победа    | [ 161 ] |
| 2012 | Grammis Awards                          | Best International Album                                                                      | Победа    | [ 162 ] |
| 2012 | Грэмми                                  | Альбом года                                                                                   | Победа    | [ 163 ] |
| 2012 | Грэмми                                  | Лучшее вокальный поп-альбом                                                                   | Победа    | [ 163 ] |
| 2012 | Guinness World Records                  | Первый альбом в истории Британского чарта с продажами 3 млн в календарный год                 | Победа    | [ 164 ] |
| 2012 | Guinness World Records                  | Наибольшее число недель подряд на первом месте британского чарта альбома сольной женщины (11) | Победа    | [ 164 ] |
| 2012 | Guinness World Records                  | Наибольшее общее число недель на первом месте британского чарта альбома сольной женщины (18)  | Победа    | [ 164 ] |
| 2012 | Guinness World Records                  | Цифровой альбом-бестселлер в Великобритании                                                   | Победа    | [ 165 ] |
| 2012 | Guinness World Records                  | Цифровой альбом-бестселлер в США                                                              | Победа    | [ 165 ] |
| 2012 | Ivor Novello Awards                     | Album of the Year                                                                             | Номинация | [ 166 ] |
| 2012 | Juno Awards                             | International Album of the Year                                                               | Победа    | [ 167 ] |
| 2012 | People’s Choice Awards                  | Favourite Album of the Year                                                                   | Номинация | [ 168 ] |
| 2012 | Premios Oye!                            | Best English Album                                                                            | Победа    | [ 169 ] |
| 2013 | Billboard Music Awards                  | Top Billboard 200 Album                                                                       | Номинация | [ 170 ] |
| 2013 | Billboard Music Awards                  | Top Pop Album                                                                                 | Победа    | [ 170 ] |
| 2014 | World Music Awards                      | World’s Best Album                                                                            | Номинация | [ 171 ] |

## Коммерческий успех

### Великобритания
21 дебютировал на первом месте в чарте альбомов Великобритании UK Albums Chart 30 января 2011 года. За первую неделю он разошёлся тиражом в 208 тысяч экземпляров.
В четвёртую неделю продаж, в ходе которых альбом также был на первом месте, Адель исполнила песню «Someone Like You» на BRIT Awards. В итоге, продажи альбома резко взлетели вверх, увеличившись на 890 % в магазине Amazon.co.uk в течение четырёх часов после начала показа шоу в телеэфире. 19 также вернулся в чарт UK Albums Chart, попав на 4 место, в то время как «Someone Like You» совершил рывок с 47-й до первой позиции, а «Rolling in the Deep» поднялся с пятой до четвёртой строчки хит-парада синглов. Адель стала единственным ныне живущим исполнителем, со времён The Beatles в 1964 году, который смог получить два альбома и два сингла в верхних пятёрках национальных чартов Великобритании одновременно. Через неделю, 19 поднялся до второй строчки в чарте альбомов, в то время как его релиз состоялся 109 недель назад, и певица стала первым исполнителем, со времён The Corrs в 1999 году, два альбома которого заняли первое и второе место в чарте.
21 несколько раз добирался до высшей позиции в UK Albums Chart в течение 2011 года, в первый раз проведя 11 недель на первом месте с февраля по апрель 2011 года и во второй раз — пять недель в апреле-июне. В третий раз альбом провёл две недели на первом месте в июле 2011-го. В январе 2012 года, через год после релиза, он снова возглавил чарт и, 15 апреля того же года, снова вернулся на высшую позицию, проведя на первом месте в общей сложности 22 недели. В сентябре 2011 года, Адель была занесена в «Книгу рекордов Гиннесса», как первая женщина-исполнитель, два сингла и два альбома которой попали в топ-5 чартов Великобритании одновременно. 21 также стал первым альбомом в истории, продажи которого в Великобритании превысили три миллиона экземпляров в течение одного года и первым альбомом (женщины-исполнителя) провёдшим наибольшее количество недель подряд на первом месте — 11 недель, — побив рекорд сборника хитов Мадонны The Immaculate Collection. Он также стал первым по числу проведённых недель на первом месте (для женщины-исполнителя) в истории Великобритании. Диск был распродан в количестве четырёх миллионов экземпляров к февралю 2012 года и, в марте, он был сертифицирован как 15-кратно платиновый за четыре с половиной миллиона отгруженных в магазины экземпляров (достигнув самой большой в истории Великобритании сертификации). Альбом также является самым скачиваемым, самым продаваемым в XXI веке и шестым самым продаваемым в истории Великобритании релизом. К апрелю 2012 года, диск провёл 62 недели подряд в топ-10 чарта альбомов Великобритании. К маю 2012 года альбом «21» разошёлся тиражом 4 274 300 копий в Великобритании, что позволило ему опередить диск Майкла Джексона «Thriller» и попасть в пятёрку самых успешных релизов за всё время существования британского музыкального рынка.
В декабре 2019 года 21 также возглавил список 100 самых продаваемых альбомов десятилетия (2010-е годы) в Великобритании по данным Official Charts Company с тиражом 5,17 млн копий.

### Европа и Океания
21 возглавил чарты альбомов более чем 26 стран. Он дебютировал на втором месте в бельгийском чарте Belgian Albums Chart (Фландрия) 29 января 2011 и поднялся до первого места в следующую неделю, пробыв на нём 36 недель и, до февраля 2012, не опускался ниже четвёртой позиции. Диск возглавлял швейцарский чарт Schweizer Hitparade 14 недель и французский чарт 18 недель. В Нидерландах, 21 дебютировал на первом месте 29 января 2011 и возглавлял чарт 30 недель. В Германии он провёл на первой строчке восемь недель. Альбом занимал первую строчку ирландского Irish Albums Chart 33 недели — самое долгое пребывание на первом месте в истории чарта, — и стал 12-кратно платиновым. За 52 недели было продано более 250 тысяч экземпляров альбома, вследствие чего он стал самым быстро распродаваемым альбомом всех времён в Ирландии. В Австралии Адель повторила свой рекорд в чартах Великобритании, когда две её песни, «Someone Like You» и «Rolling in the Deep», и два альбома, 21 and 19, попали в топ-5 чартов этой страны 17 июля 2011. В новозеландском чарте RIANZ, 21 дебютировал на первом месте в январе 2011 и провёл 28 недель подряд на вершине. Позже он снова возглавлял чарт уже в 2012 году. Пробыв на первом месте в общей сложности 36 недель, альбом поставил рекорд по самому долгому пребыванию на первом месте в чарте альбомов Новой Зеландии.
Проведя 10 недель на первом месте в официальном чарте Финляндии, 21 в сумме провёл там 72 недели подряд до середины 2012 года, только один раз выпав из лучшей финской двадцатки. В результате диск стал 4-и самым успешным альбомом 2011 года и 3-м в 2012 году в Финляндии с 2-кр. платиновым статусом по продажам (74 000 копий).

### Северная Америка
Выпущенный на территории США 22 февраля 2011 года, 21 дебютировал на первом месте в американском чарте альбомов Billboard 200. Продажи диска за первую неделю составили 352 тысячи экземпляров. Альбом оставался в лучшей тройке 23 недели, а в Top-5 пробыл рекордные 39 недель подряд, опустившись на седьмое место лишь в декабре 2011 года. В итоге он стал № 1 в годовом чарте Billboard Year-End (с тиражом 5 млн копий), а также лучшим цифровым альбомом всех времён в США (с тиражом 2 млн копий на январь 2012 года).
Альбом провёл 23 недели на первом месте в Billboard 200, побив несколько рекордов: для студийных альбомов Великобритании (исключая саундтреки и группы), для женщин-исполнительниц и для любого альбома в эру SoundScan era. Благодаря 21, Адель стала первой вокалисткой, имевшей сразу три сингла в Top 10 чарта Billboard Hot 100 одновременно. 23 февраля 2012 года, она также стала первой женщиной, имевшей по два диска в лучших пятёрках в Billboard 200 и в Hot 100 одновременно: альбомы 21 и 19 занимали места № 1 и № 4 в Billboard 200, а синглы «Set Fire to the Rain» и «Rolling in the Deep» были на № 2 и № 5 соответственно. На 8 апреля 2012 года тираж альбома в США составил 8,9 млн копий, а к октябрю 2014 года — превысил 11 млн копий в США. 21 стал 4-м по продажам в США бестселлером за последние 10 лет. В Канаде 21 пробыл 28 недель на № 1 с суммарным тиражом в 1 млн копий и был сертифицирован в бриллиантовом статусе в январе 2012 года. К январю 2013 года в Канаде тираж 21 превысил продано 1,489 млн копий, и он стал третьим бестселлером в истории Канады с начала подсчётов Nielsen SoundScan с 1991 года.
Адель также стала первым исполнителем, сразу три песни которого разошлись тиражом более 1 млн копий в первом квартале 2012 года.
В глобальном масштабе альбом 21 стал наиболее продаваемым за всю последнюю декаду согласно данным International Federation of the Phonographic Industry. Общемировой тираж альбома на начало апреля 2012 года составил более 20 млн экземпляров, в том числе 4 274 300 млн копий в Великобритании (где по этому показателю он стал 5-м в истории).
15 мая 2012 года тираж альбома в США превысил 9 млн копий и он провёл в верхней десятке Billboard 200 64 недели. Это 3-й результат среди певиц: ранее те же 64 недели провела в десятке лучших Пола Абдул с диском «Forever Your Girl», а рекордные 72 недели нахождения в top-10 имеет альбом «Jagged Little Pill» певицы Аланис Мориссетт.
В конце августа 2012 года после 78 недель нахождения в Top-10 альбом 21 впервые выпал из верхней десятки журнала Billboard, став по этому показателю третьим в истории хит-парада, уступая только дискам «Born in the U.S.A.» (84 недели, Брюс Спрингстин) и саундтреку «The Sound of Music» (109 недель). В октябре 2012 года диск вернулся в Top-10, продлив свой рекорд до 79 недель.
Альбом два года подряд (2011 и 2012) становился лучшим в США (ранее это удавалось сделать только диску Thriller певца Майкла Джексона, в 1983 и 1984).
К июню 2013 года диск 21 провёл в Top-40 Billboard 200 в сумме 119 недель. Это 4-й показатель, если считать только период с 1991 года, когда была введена система подсчёта рейтингов Nielsen SoundScan. Впереди только альбом Come On Over канадской певицы Шанайи Твейн (127 недель в Top-40), диск Taylor Swift певицы Тейлор Свифт (126 недель) и All The Right Reasons рок-группы Nickelback (122 недели). Лидерами Top-40 Billboard 200 начиная с 1955 года являются альбомы My Fair Lady  (311 недель в Top-40), саундтрек Oklahoma! (262 недели), диск Johnny’s Greatest Hits певца Джонни Мэтис (236 недель) и саундтрек The King And I(230 недель).
В феврале 2015 года было объявлено, что альбом провёл 208 недель подряд, или 4 года, в хит-параде Billboard 200, и только 24 из этих недель он провёл за пределами лучшей сотни Top 100 (США).
К 29 июню 2015 года альбом 21 был продан в США тиражом более 11,1 млн копий.
В начале декабря 2015 года на волне популярности нового диска певицы 25, её предыдущий альбом 21 вернулся в Top-10, продлив свой рекорд до 82 недель нахождения в лучшей десятке Billboard 200. В январе 2016 года рекорд увеличился до 84 недель и по этому показателю 21 делит второе место вместе с диском Born in the U.S.A. американского рок-музыканта Брюса Спрингстина (начиная с 17 августа 1963 года, когда стерео- и моно- диски были объединены в один чарт Top LP, ныне как Billboard 200). Лидирует здесь саундтрек The Sound of Music (109 недель в № 10).
В мире тираж альбома превысил 31 млн копий (октябрь 2016 года).
Весной 2017 года альбом 21 побил рекорд по длительности нахождения в чарте Billboard 200 среди женщин, опередив Tapestry (Carole King). В феврале 2019 года 21 находился в Billboard 200 более 400 недель (не подряд). В феврале 2020 года 21 также стал первым альбомом женщины, достигшего показателя в 450 недель нахождения в Billboard 200. В феврале 2021 года 21 стал первым альбомом женщины, достигшего показателя в 500 недель в Billboard 200.
В ноябре 2019 года 21 занял первое место в списке самых успешных альбомов-бестселлеров десятилетия в США (2010-е годы), составленном журналом Billboard.
К январю 2020 года тираж 21 в США превысил 12 млн копий, а диск стал девятым бестселлером за всё время подсчёта Nielsen Music с 1991 года и бестселлером декады 2010-х годов.

## Влияние и наследие
Успех альбома объясняется его межкультурной привлекательностью, который пришелся по вкусу поклонникам различных жанров поп, adult contemporary и R&B, а также разных поколений и музыкальных эпох. По мнению Саши Фрер-Джонс из The New Yorker, успех альбома в США можно объяснить его целевой аудиторией, то есть «мамами среднего возраста… демографической группой, которая решает американские выборы».
В ретроспективе альбом получил широкое признание критиков. Stereogum написал, что 21утвердил Адель как «поп-королеву» и назвал альбом «одним из великих альбомов расставания в истории», в то время как Pitchfork высоко оценил альбом за «закрепление её наследия как артистки, которая может сделать из своей музыки веху, которая бывает раз в поколение». Atwood Magazine сравнил её альбом с альбомом Frank Ocean Blonde, так как они оба являются вторыми альбомами, и прокомментировал, что оба альбома «могли бы войти в каталоги таких великих людей, как Amy Winehouse и Aretha Franklin», и назвал Адель «одним из самых пленительных авторов песен 21-го века». NME описал 21 как «классику поп-музыки о разбитом сердце» и далее подчеркнул, что это «такая классика, которая выдерживает испытание временем». В статье, объясняющей рекордные достижения и влияние Адель, Национальная академия искусства и науки звукозаписи написала, что «Множество альбомов затрагивают эмоциональные истины, но немногие из них сделали это так, как 21», и далее отметила, что 21 «продолжает резонировать с аудиторией в 2021 году так же, как и в 2011 году». Junkee и Consequence of Sound отметили, что альбом оживил поп-музыку, возвестил «новую эру доступной поп-музыки» и вдохновил новое поколение артистов.

## Список композиций
| №   | Название               | Автор(ы)                                                                                   | Продюсеры     | Длительность |
| --- | ---------------------- | ------------------------------------------------------------------------------------------ | ------------- | ------------ |
| 1.  | «Rolling in the Deep»  | Адель, Пол Эпворт                                                                          | Эпворт        | 3:48         |
| 2.  | «Rumour Has It»        | Адель, Райан Теддер                                                                        | Теддер        | 3:43         |
| 3.  | «Turning Tables»       | Адель, Теддер                                                                              | Jim Abbiss    | 4:10         |
| 4.  | «Don't You Remember»   | Адель, Дэн Уилсон                                                                          | Рик Рубин     | 4:03         |
| 5.  | «Set Fire to the Rain» | Адель, Фрейзер Т. Смит                                                                     | Смит          | 4:02         |
| 6.  | «He Won't Go»          | Адель, Эпворт                                                                              | Рубин         | 4:38         |
| 7.  | «Take It All»          | Адель, Эг Уайт                                                                             | Abbiss        | 3:48         |
| 8.  | «I'll Be Waiting»      | Адель, Эпворт                                                                              | Эпворт        | 4:01         |
| 9.  | «One and Only»         | Адель, Дэн Уилсон, Грег Уэллс                                                              | Рубин         | 5:48         |
| 10. | «Lovesong»             | Роберт Смит, Саймон Гэллап, Порл Томпсон, Борис Уильямс, Лоренс Толхерст, Роджер О’Доннелл | Рубин         | 5:16         |
| 11. | «Someone Like You»     | Адель, Уилсон                                                                              | Уилсон, Адель | 4:45         |

| №   | Название        | Автор(ы) | Продюсеры | Длительность |
| --- | --------------- | -------- | --------- | ------------ |
| 12. | «I Found a Boy» | Adkins   | Рубин     | 3:37         |

| №   | Название                                              | Автор(ы)       | Продюсеры | Длительность |
| --- | ----------------------------------------------------- | -------------- | --------- | ------------ |
| 12. | «Rolling in the Deep» (живое акустическое исполнение) | Adkins Epworth | Epworth   | 4:07         |

| №   | Название                     | Текст песни                    | Продюсеры        | Длительность |
| --- | ---------------------------- | ------------------------------ | ---------------- | ------------ |
| 12. | «If It Hadn't Been for Love» | Mike Henderson Chris Stapleton | Rodaidh McDonald | 3:08         |
| 13. | «Hiding My Heart»            | Tim Hanseroth                  | McDonald         | 3:28         |

| №   | Название                                             | Текст песни   | Продюсеры     | Длительность |
| --- | ---------------------------------------------------- | ------------- | ------------- | ------------ |
| 12. | «I Found a Boy»                                      | Adkins        | Рубин         | 3:37         |
| 13. | «Turning Tables» (живое акустическое исполнение)     | Adkin Tedder  | Abbiss        | 4:20         |
| 14. | «Don't You Remember» (живое акустическое исполнение) | Adkins Wilson | Рубин         | 4:18         |
| 15. | «Someone Like You» (живое акустическое исполнение)   | Adkins Wilson | Wilson Adkins | 5:14         |

| №   | Название                                                | Текст песни                                         | Продюсеры     | Длительность |
| --- | ------------------------------------------------------- | --------------------------------------------------- | ------------- | ------------ |
| 12. | «Need You Now» (live at CMT Artists of the Year Awards) | Dave Haywood Charles Kelley Hillary Scott Josh Kear |               | 3:55         |
| 13. | «Someone Like You» (живое акустическое исполнение)      | Adkins Wilson                                       | Wilson Adkins | 5:14         |
| 14. | «Turning Tables» (живое акустическое исполнение)        | Adkins Tedder                                       | Abbiss        | 4:20         |
| 15. | «Don't You Remember» (живое акустическое исполнение)    | Adkins Wilson                                       | Rubin         | 4:18         |

## Чарты

### Еженедельные чарты
| Чарт (2011)                     | Высшая позиция |
| ------------------------------- | -------------- |
| Australian Albums Chart         | 1              |
| Austrian Albums Chart           | 1              |
| Argentinian Albums Chart        | 1              |
| Belgian Albums Chart (Flanders) | 1              |
| Belgian Albums Chart (Wallonia) | 1              |
| Brazilian Albums Chart          | 1              |
| Canadian Albums Chart           | 1              |
| Croatian Albums Chart           | 1              |
| Danish Albums Chart             | 1              |
| Dutch Albums Chart              | 1              |
| Finnish Albums Chart            | 1              |
| French Albums Chart             | 1              |
| German Albums Chart             | 1              |
| Greek Albums Chart              | 1              |
| Irish Albums Chart              | 1              |
| Italian Albums Chart            | 1              |
| Japanese Albums Chart           | 4              |
| Mexican Albums Chart            | 1              |
| New Zealand Albums Chart        | 1              |
| Norwegian Albums Chart          | 1              |
| Poland Album Chart              | 1              |
| Russian Albums Chart            | 2              |
| Spanish Albums Chart            | 2              |
| Swedish Albums Chart            | 1              |
| Swiss Albums Chart              | 1              |
| UK Albums Chart                 | 1              |
| US Billboard 200                | 1              |

### Годовые итоговые чарты
| Чарт (2011)                     | Высшая позиция |
| ------------------------------- | -------------- |
| Australian Albums Chart         | 1              |
| Austrian Albums Chart           | 2              |
| Belgian Albums Chart (Flanders) | 1              |
| Belgian Albums Chart (Wallonia) | 1              |
| Canadian Albums Chart           | 1              |
| Danish Albums Chart             | 2              |
| Dutch Albums Chart              | 1              |
| Finnish Albums Chart            | 4              |
| French Albums Chart             | 1              |
| German Albums Chart             | 1              |
| Hungarian Albums Chart          | 33             |
| Irish Albums Chart              | 1              |
| Italian Albums Chart            | 4              |
| Mexican Albums Chart            | 5              |
| New Zealand Albums Chart        | 1              |
| Polish Albums Chart             | 1              |
| Spanish Albums Chart            | 5              |
| Swedish Albums Chart            | 2              |
| Swiss Albums Chart              | 1              |
| UK Albums Chart                 | 1              |
| US Billboard 200                | 1              |

| Чарт (2012)                     | Высшая позиция |
| ------------------------------- | -------------- |
| Argentinian Albums Chart        | 1              |
| Finnish Albums Chart            | 3              |
| Australian Albums Chart         | 2              |
| Austrian Albums Chart           | 1              |
| Argentinian Albums Chart        | 1              |
| Belgian Albums Chart (Flanders) | 1              |
| Belgian Albums Chart (Wallonia) | 1              |
| Canadian Albums Chart           | 1              |
| Dutch Albums Chart              | 1              |
| French Albums Chart             | 1              |
| German Albums Chart             | 3              |
| Hungarian Albums Chart          | 6              |
| Italian Albums Chart            | 2              |
| Irish Albums Chart              | 7              |
| Mexican Albums Chart            | 2              |
| Finnish Albums Chart            | 3              |
| New Zealand Albums Chart        | 1              |
| Russian Albums Chart            | 4              |
| Spanish Albums Chart            | 4              |
| Swedish Albums Chart            | 15             |
| Switzerland Albums Chart        | 1              |
| UK Albums Chart                 | 2              |
| US Billboard 200                | 1              |

| Чарт (2013)                     | Высшая позиция |
| ------------------------------- | -------------- |
| Argentinian Albums Chart        | 39             |
| Australian Albums Chart         | 60             |
| Austrian Albums Chart           | 63             |
| Belgian Albums Chart (Flanders) | 8              |
| Belgian Albums Chart (Wallonia) | 32             |
| Canadian Albums Chart           | 21             |
| Danish Albums Chart             | 48             |
| Dutch Albums Chart              | 23             |
| German Albums Chart             | 100            |
| Italian Albums Chart            | 51             |
| Hungarian Albums Chart          | 35             |
| Swedish Albums Chart            | 93             |
| Swiss Albums Chart              | 15             |
| UK Albums Chart                 | 72             |
| US Billboard 200                | 21             |

| Чарт (2014)                     | Высшая позиция |
| ------------------------------- | -------------- |
| Belgian Albums Chart (Flanders) | 33             |
| Belgian Albums Chart (Wallonia) | 108            |
| Dutch Albums Chart              | 98             |
| New Zealand Albums Chart        | 21             |
| US Billboard 200                | 76             |

| Чарт (2015)              | Высшая позиция |
| ------------------------ | -------------- |
| Australian Albums Chart  | 32             |
| Dutch Albums Chart       | 26             |
| Italian Albums (FIMI)    | 89             |
| New Zealand Albums Chart | 42             |
| US Billboard 200         | 74             |

| Чарт (2016)                              | Высшая позиция |
| ---------------------------------------- | -------------- |
| Australian Albums (ARIA)                 | 29             |
| Canadian Albums (Billboard)              | 25             |
| Danish Albums (Hitlisten)                | 43             |
| Dutch Albums (MegaCharts)                | 27             |
| New Zealand Albums (RMNZ)                | 31             |
| South Korean Albums International (Gaon) | 10             |
| Swiss Albums (Schweizer Hitparade)       | 49             |
| UK Albums Chart                          | 47             |
| US Billboard 200                         | 24             |

| Чарт (2017)                        | Высшая позиция |
| ---------------------------------- | -------------- |
| Australian Albums (ARIA)           | 26             |
| Danish Albums (Hitlisten)          | 75             |
| Dutch Albums (MegaCharts)          | 55             |
| New Zealand Albums (RMNZ)          | 16             |
| Swedish Albums (Sverigetopplistan) | 40             |
| US Billboard 200                   | 107            |

| Чарт (2018)                        | Высшая позиция |
| ---------------------------------- | -------------- |
| Australian Albums (ARIA)           | 87             |
| Swedish Albums (Sverigetopplistan) | 59             |
| US Billboard 200                   | 179            |

| Чарт (2019)                        | Высшая позиция |
| ---------------------------------- | -------------- |
| Belgian Albums (Ultratop Flanders) | 75             |
| US Billboard 200                   | 158            |

| Чарт (2020)                        | Высшая позиция |
| ---------------------------------- | -------------- |
| Australian Albums (ARIA)           | 92             |
| Belgian Albums (Ultratop Flanders) | 79             |
| Dutch Albums (Album Top 100)       | 58             |
| UK Albums (OCC)                    | 98             |
| Billboard 200                      | 132            |

| Чарт (2021)                        | Высшая позиция |
| ---------------------------------- | -------------- |
| Australian Albums (ARIA)           | 57             |
| Belgian Albums (Ultratop Flanders) | 40             |
| Belgian Albums (Ultratop Wallonia) | 141            |
| Dutch Albums (Album Top 100)       | 31             |
| UK Albums (OCC)                    | 49             |
| Billboard 200                      | 198            |

### Чарты десятилетия
| Чарт (2010—2019)                   | Позиция |
| ---------------------------------- | ------- |
| Australian Albums (ARIA)           | 1       |
| Canadian Albums (Billboard)        | 1       |
| German Albums (Offizielle Top 100) | 4       |
| UK Albums (OCC)                    | 1       |
| US Billboard 200                   | 1       |

### Чарты всех времён
| Чарт (все времена)       | Позиция |
| ------------------------ | ------- |
| UK Albums (OCC)          | 4       |
| US Billboard 200         | 1       |
| US Billboard 200 (Women) | 1       |

## Сертификации
| Страна               | Сертификация      |
| -------------------- | ----------------- |
| Австралия            | 17 × платиновый   |
| Австрия (IFPI)       | платиновый        |
| Аргентина (CAPIF)    | 4 × платиновый    |
| Бельгия              | 6 × платиновый    |
| Великобритания       | 17 × платиновый   |
| Венесуэла (APFV)     | платиновый        |
| Германия             | 8 × платиновый    |
| Дания                | 8 × платиновый    |
| Ирландия             | 18 × платиновый   |
| Испания (PROMUSICAE) | 5 × платиновый    |
| Италия               | 8 × платиновый    |
| Канада               | 2 × бриллиантовый |
| Мексика              | 4 × платиновый    |
| Нидерланды           | 4 × платиновый    |
| Новая Зеландия       | 13 × платиновый   |
| Россия               | платиновый        |
| США                  | 14 × платиновый   |
| Финляндия            | 2 × платиновый    |
| Швейцария            | 7 × платиновый    |
| Швеция               | 3 × платиновый    |

## Синглы из альбома
| Дата                                                                 | Сингл                  | Сертификация | Высшая позиция в чартах | Высшая позиция в чартах | Высшая позиция в чартах | Высшая позиция в чартах | Высшая позиция в чартах | Высшая позиция в чартах | Высшая позиция в чартах | Высшая позиция в чартах | Высшая позиция в чартах | Высшая позиция в чартах | Высшая позиция в чартах | Высшая позиция в чартах | Высшая позиция в чартах | Высшая позиция в чартах | Высшая позиция в чартах | Высшая позиция в чартах | Высшая позиция в чартах | Высшая позиция в чартах | Высшая позиция в чартах | Высшая позиция в чартах | Высшая позиция в чартах |
| Дата                                                                 | Сингл                  | Сертификация | GB                      | US                      | AT                      | AU                      | VL                      | WA                      | CA                      | CH                      | CZ                      | DE                      | DK                      | ES                      | FI                      | FR                      | IE                      | IT                      | JP                      | NL                      | NO                      | NZ                      | SE                      |
| -------------------------------------------------------------------- | ---------------------- | --- | ----------------------- | ----------------------- | ----------------------- | ----------------------- | ----------------------- | ----------------------- | ----------------------- | ----------------------- | ----------------------- | ----------------------- | ----------------------- | ----------------------- | ----------------------- | ----------------------- | ----------------------- | ----------------------- | ----------------------- | ----------------------- | ----------------------- | ----------------------- | ----------------------- |
| 29.11.2010                                                           | «Rolling in the Deep»  | Список - ABPD: платиновый - AMPROFON: 5×Золотой - ARIA: 7 × платиновый - BEA: 2 × платиновый - BPI: золотой - FIMI: Мульти платиновый - IFPI: 2 × платиновый - IFPI: 3 × платиновый - MC: 8 × платиновый - BVMI: платиновый - RIANZ: 3 × платиновый - RIAA: 8 × платиновый    | 2                       | 1                       | 3                       | 3                       | 1                       | 1                       | 1                       | 1                       | 16                      | 1                       | 3                       | 5                       | 1                       | 3                       | 2                       | 1                       | 6                       | 1                       | 8                       | 3                       | 11                      |
| 24.01.2011                                                           | «Someone like You»     | Список - ABPD: платиновый - AMPROFON: 3 × золотой - ARIA: 7 × платиновый - BEA: платиновый - BPI: 2 × платиновый - BVMI: платиновый - FIMI: Мульти платиновый - IFPI: платиновый - PROMUSICAE: платиновый - MC: 6 × платиновый - RIANZ: 3 × платиновый - RIAA: 5 × платиновый | 1                       | 1                       | 2                       | 1                       | 2                       | 1                       | 2                       | 1                       | 1                       | 4                       | 2                       | 4                       | 1                       | 1                       | 1                       | 1                       | 43                      | 2                       | 5                       | 1                       | 3                       |
| 04.07.2011                                                           | «Set Fire to the Rain» | Список - ABPD: платиновый - AMPROFON: платиновый - ARIA: 3 × платиновый - BEA: платиновый - BPI: платиновый - BVMI: платиновый - IFPI: платиновый - IFPI: платиновый - FIMI: Мульти платиновый - MC: 4 × платиновый - RIANZ: платиновый - RIAA: 4 × платиновый                | 11                      | 1                       | 5                       | 11                      | 1                       | 1                       | 2                       | 4                       | 1                       | 6                       | 5                       | 24                      | 2                       | 9                       | 6                       | 3                       | 88                      | 1                       | 4                       | 8                       | 13                      |
| 05.11.2011                                                           | «Rumour Has It»        | Список - ARIA: золотой - FIMI: золотой - MC: платиновый - RIAA: 2 × платиновый | 85                      | 16                      | 26                      | —                       | 46                      | 57                      | 16                      | —                       | —                       | 68                      | —                       | —                       | —                       | 172                     | —                       | —                       | —                       | 52                      | —                       | —                       | —                       |
| 05.11.2011                                                           | «Turning Tables»       | Список - ABPD: золотой - ARIA: золотой - FIMI: платиновый - MC: золотой - RIAA: золотой | 62                      | 63                      | —                       | 34                      | 54                      | 52                      | 60                      | —                       | —                       | 85                      | —                       | —                       | —                       | —                       | —                       | 8                       | —                       | 45                      | —                       | —                       | —                       |
| «—» означает, что сингл не попал в чарт или не был выпущен в стране. |                        | |                         |                         |                         |                         |                         |                         |                         |                         |                         |                         |                         |                         |                         |                         |                         |                         |                         |                         |                         |                         |                         |

## Выход альбома
| Регион         | Дата релиза     | Формат                       | Фирма             |
| -------------- | --------------- | ---------------------------- | ----------------- |
| Япония         | 19 января 2011  | CD, digital download         | Hostess           |
| Австралия      | 24 января 2011  | CD, digital download         | XL                |
| Австрия        | 24 января 2011  | CD, digital download         | XL                |
| Германия       | 24 января 2011  | CD, digital download         | XL                |
| Ирландия       | 24 января 2011  | CD, digital download         | XL                |
| Нидерланды     | 24 января 2011  | CD, digital download         | XL                |
| Швейцария      | 24 января 2011  | CD, digital download         | XL                |
| Великобритания | 24 января 2011  | CD, Limited edition          | XL                |
| Польша         | 24 января 2011  | CD, Limited edition          | XL                |
| Франция        | 24 января 2011  | CD, цифровая дистрибуция, LP | XL                |
| США            | 22 февраля 2011 | CD, цифровая дистрибуция, LP | Columbia          |
| Канада         | 22 февраля 2011 | CD, цифровая дистрибуция, LP | Columbia          |
| Мексика        | 5 апреля 2011   | CD, цифровая дистрибуция     | Sony Music Mexico |
| Китай          | 7 марта 2013    | CD                           | Starsing Records  |

## Участники записи
По данным Allmusic и информации с диска 21.
| Запись - Джим Аббис — микширование, продюсер - Адель — дизайн, продюсер - Филип Аллен — аудиоинженер - Беатриз Артола — звукоинженер - Филлип Бруссард мл. — ассистент - Линдсей Чейс — координация продукции - AJ Clark — ассистент - Том Койн — аудиомастеринг - Ян Доулинг — микширование - Лоурен Дюкофф — фотографии - Том Элмхерст — микширование - Грег Фидельман — инженер - Фрейзер Т. Смит — микширование - Сара Лин Киллион — ассистент - Фил Ли — дизайн - Дана Нильсен — музредактор - Дэн Парри — ассистент по сведению, инженер - Стив Прайс — инженер - Марк Ранкин — инженер - Эндрю Шепс — микширование - Изабель Силигер-Морли — ассистент инженера - Райан Теддер — инженер, программирование (музыкальное) Музыка - Адель — вокал, композитор, продюсер - Джо Аллен — скрипка - Стефани Беннетт — арфа - Джеррод Беттис — ударные, гитара - Рейчел Стефани Болт — струнные - Натали Боннер — скрипка - Гарри Браун — валторна, тромбон - Дэвид Кемпбелл — струнные - Рей Карлесс — тенор-саксофон - Кармен Картер — хор - Ленни Кастро — перкуссия - Нил Коули — фортепиано - Кэролайн Дейл — струнные - Дэвид Дениэлс — струнные - Рози Дэнверс — струнные, скрипка - Крис Дэйв — ударные - Крис Эллиот — струнные - Пол Эпуорт — бас-гитара, композитор, гитара (гитара, акустическая гитара и электрогитара), перкуссия, продюсер, бэк-вокал - Фрейзер Т. Смит — композитор, бас-гитара, микширование, фортепиано, продюсер - Саймон Гэллап — композитор - Джим Гилстрап — хор | - Дэвид Идальго — аккордеон, банджо - Смоки Хормел — гитара - Патрик Кернан — струнные - Богуслав Костецки — струнные - Питер Лейл — струнные - Ноэл Ленгли — труба - Крис Лоуренс — струнные - Джулиан Липер — струнные - Рита Мэннинг — струнные - Элеанор Мэтьисон — скрипка - Стефен Моррис — струнные - Роджер О’Доннелл — композитор - Пино Палладино — бас-гитара - Том Пиготт-Смит — струнные - Растон Померой — скрипка - Хэйли Помфретт — скрипка - Джозеф Рауэлл — хор - Джеймс Пойзер — фортепиано - Рик Рубин — продюсер - Jenny Sacha — скрипка - Котоно Сато — скрипка - Джеки Шейв — струнные - Эмлин Синглтон — струнные - Роберт Смит — композитор - Эш Соан — ударные - Мэтт Суини — гитара - Лео Тейлор — ударные - Райан Теддер — аранжировка, бас-гитара, композитор, ударные, инженер, гитара, фортепиано, продюсер, программирование, струнные - Бэн Томас — гитара - Кэти Томпсон — струнные - Порл Томпсон — композитор - Джулиа Тиллман Уотерс — хор - Лоуренс Толхарст — композитор - Кармен Твилли — хор - Лорна Максин Уотерс — хор - Орен Уотерс — дирижёр хора - Грег Уэллс — композитор - Брюс Уайт — струнные - Фрэнсис Уайт — композитор - Борис Уилльямс — композитор - Дэн Уилсон — композитор, фортепиано, продюсер - The Wired Strings — струнные - Крис Уорси — струнные - Терри Янг — хор - Уоррен Зелински — струнные |